# Aiguille d'Argentière
La Aiguille d'Argentière (3901 m) es una montaña de los Alpes del Mont Blanc, en los Alpes grayos. Es la cima más alta del macizo Dolent-Argentière-Trient. Se encuentra a lo largo de la línea fronteriza entre Francia (departamento de Alta Saboya) y Suiza (Cantón del Valais).
La primera ascensión a su cumbre se consiguió el 15 de julio de 1864, por Edward Whymper y A. Reilly con los guías Michel Croz, M. Payot y H. Charlet. La vía normal de ascenso a la cima parte del refugio de Argentière (2.771 m).
Según la SOIUSA, la Aiguille d'Argentière pertenece a:
- Gran parte: Alpes occidentales
- Gran sector: Alpes del noroeste
- Sección: Alpes grayos
- Subsección: Alpes del Mont Blanc
- Supergrupo: Macizo Dolent-Argentière-Trient
- Grupo: Cadena Dolent-Tour Noir-Argentière
- Subgrupo: Grupo de Argentière
- Código: I/B-7.V-C.6.c